# AAllard (entreprise)
AAllard est une entreprise française implantée à Megève, spécialisée dans la confection de prêt-à-porter haut de gamme masculin et féminin. Elle fut fondée en 1926 par Armand Allard. Il est l'inventeur du fuseau qui fit la renommée de la marque.

## Historique

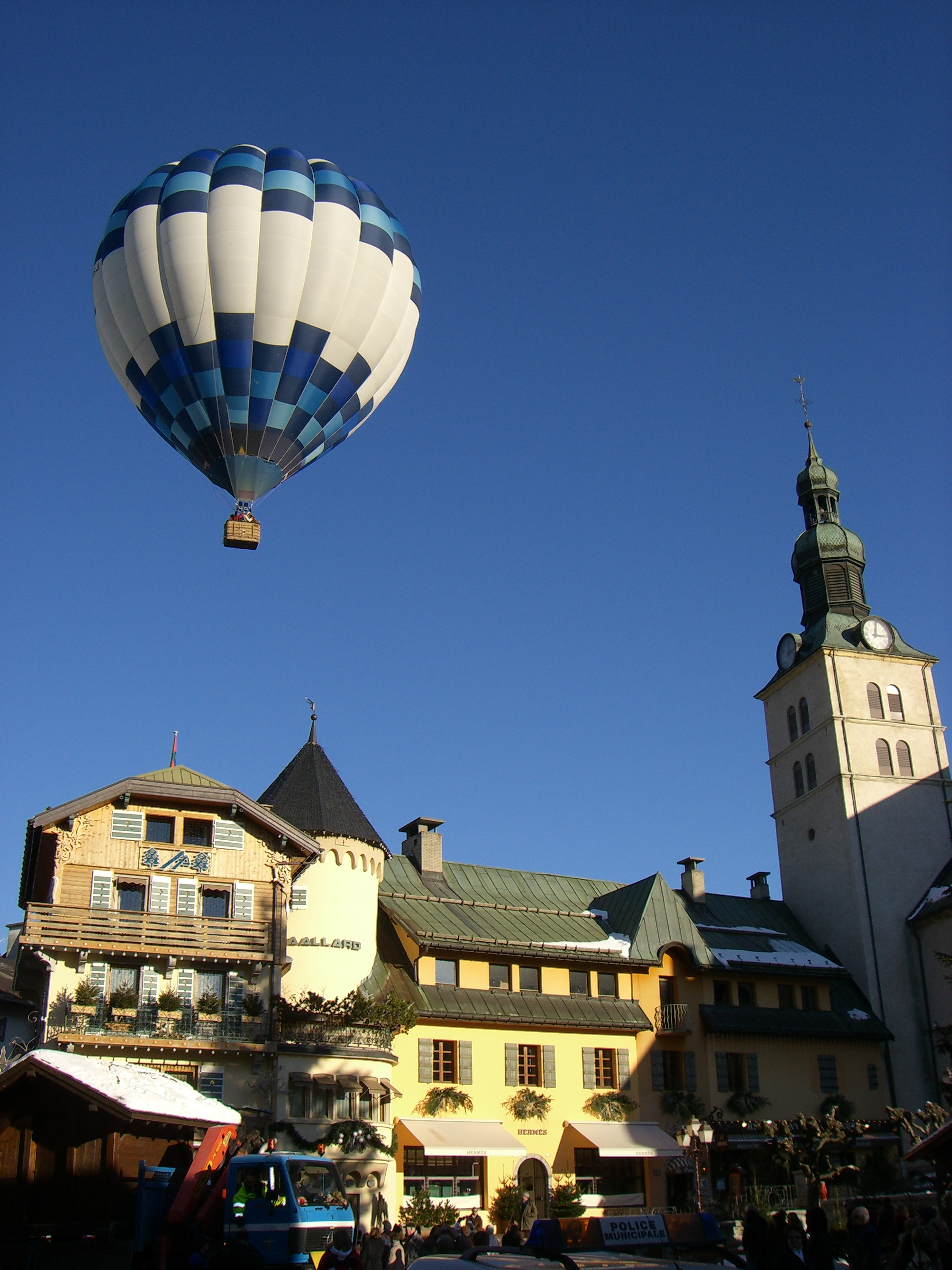
La société AAlard sur la place du village de Megève.

Armand Allard, fils d’une famille de paysans de Megève ouvre son propre atelier de tailleur sur la place du village de Megève en 1926, à l'âge de 22 ans. Quatre ans plus tard, le champion Émile Allais lui demande de fabriquer un pantalon spécialement adapté à la pratique du saut à skis, son « pantalon norvégien » étant peu adapté. Armand Allard lui réalise un pantalon en drap de laine avec une double bande élastique croisée et qui passe sous le pied, ainsi qu'une bride en cuir par la suite abandonnée. Le premier exemplaire, appelé « pantalon sauteur » ancêtre du fuseau, voit le jour durant l'hiver 1929-1930. Mais celui-ci est trop raide et trop large au niveau des cuisses, il reste compliqué pour plier les genoux. L'adjonction en 1935 de tricotine va l'assouplir. Émile Allais l'utilise lorsqu'il gagne trois fois au championnat du monde à Chamonix en 1937, popularisant ainsi le pantalon.